# Анастасиос Белис
Анастасиос Белис Кулинас (на гръцки: Αναστάσιος Μπέλλης Κουλίνας), наричан още капетан Тасьос (καπετάν Τάσιος), е гръцки революционер, андартски капитан.

## Биография
Роден е в края на XIX век в арумънското село в Паяк планина Голема Ливада, Османска империя. По произход е от голямата фамилия Белис. Присъединява се към гръцката въоръжена пропаганда и действа срещу българи и румънеещи се власи в Паяк планина, Мъглен и Пеония. Сътрудничи си с Георгиос Какулидис, Стерьо Наум и Николаос Несиос.